# Pararoncus yosii
Espèce
Synonymes
- Roncus chamberlini yosii Morikawa, 1960

Pararoncus yosii est une espèce de pseudoscorpions de la famille des Syarinidae.

## Distribution
Cette espèce est endémique du Japon.

## Systématique et taxinomie
Cette espèce a été décrite sous le protonyme Roncus chamberlini yosii par Morikawa en 1960. Elle est élevée au rang d'espèce et placée dans le genre Pararoncus par Ćurčić en 1979.

## Publication originale
- Morikawa, 1960 : Systematic studies of Japanese pseudoscorpions. Memoirs of Ehime University, Sect. II, sér. B, vol. 4, p. 85-172.